# أتامان

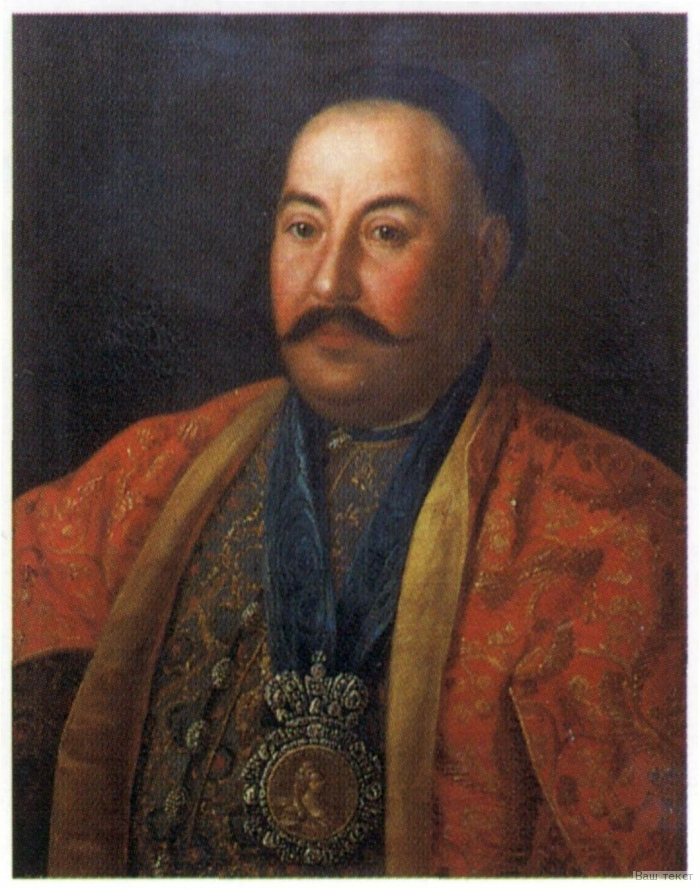

أتامان (بالروسية: атаман) أو أتامان هو لقب أو رتبة كان يطلق على قائد الجيش الشعبي الأوكراني أو القوزاق أو جماعة الهايداماك، والكلمة ذات أصل تركي. وفي عهد الإمبراطورية الروسية كان الاسم يطلق على على قائد جيش القوزاق.